# James Malett
James Malett BD (falecido em 1543) foi um cónego de Windsor de 1514 a 1543.

## Carreira
Ele foi educado no Queen's College, em Cambridge, onde se formou em BA em 1497, MA em 1501 e BD em 1509.
Ele foi nomeado:
- Capelão da primeira esposa de Henrique VIII, a Rainha Catarina de Aragão
- Vigário de Burnham, Buckinghamshire 1504
- Reitor de Great Leighs, Essex 1514 - 1542
- Prebendário da Catedral de Lincoln 1519 - 1542
- Reitor de Leadenham, Lincolnshire 1542-1543
- Precentor da Catedral de Lincoln 1553 - 1538
- Mestre do Hospital de St. Giles', High Wycombe, Buckinghamshire

Ele foi nomeado para a décima primeira bancada na Capela de São Jorge, Castelo de Windsor em 1714, e ocupou essa posição até morrer em 1543.